# Сытник, Константин Меркурьевич
Константи́н Мерку́рьевич Сы́тник (укр. Костянтин Меркурійович Ситник; 3 июня 1926 года, Луганск, Украинская ССР, СССР — 22 июля 2017 года, Киев, Украина) — советский и украинский учёный, политический деятель. Академик АН Украины (1973), почетный академик Академии наук высшей школы Украины. Один из основателей Украинской республиканской партии «Собор». В 1980—1985 годах — Председатель Верховного Совета Украинской ССР.

## Научная деятельность
В 1949 году окончил Луганский педагогический институт имени Т.Шевченко. С 1950 работает в Институте ботаники имени Н.Холодного, в котором проделал путь от аспиранта до директора. В 1974—1988 вице-президент АН Украины. Почетный директор Института ботаники имени Холодного, председатель комиссии по изучению наследия академика Вернадского, президент Украинского ботанического общества.

## Политическая деятельность
Был членом КПСС, членом ЦК КПУ (1982—1990). Депутат Верховного Совета Украинской ССР (1980—1990), председатель Верховного Совета УССР (1980—1985).
С 1996 участвует в политике как представитель национально-демократического направления. Вступил в Народно-демократическую партию. После раскола партии на IV съезде (май 1999 года), когда большинство поддержало в качестве кандидата на пост президента Леонида Кучму, вышел из НДП.
В мае 1999 года вместе с Анатолием Матвиенко создал Всеукраинское объединение «Открытая политика». В ноябре 1999 года вместе с некоторыми другими национально-демократическими объединениями создали партию «Собор». В 1998—2006 народный депутат Украины. На выборах 2002 года избран от Блока Юлии Тимошенко. После очередного раскола в партии «Собор» в 2005 году на сторонников Тимошенко и Ющенко отошел от активной политической деятельности.
Награждён орденами Ленина, Октябрьской Революции, Трудового Красного Знамени.
Орден князя Ярослава Мудрого IV ст. (3 июня 2006) — за выдающийся личный вклад в становление и развитие отечественной науки, многолетнюю плодотворную законотворческую и общественно-политическую деятельность
Орден князя Ярослава Мудрого V ст. (17 апреля 1998) — за выдающиеся личные заслуги перед Украинским государством в развитии фундаментальной науки, формирование национальной школы космической биологии и активную общественную деятельность
Умер 22 июля 2017 года в Киеве.
Прощальная церемония состоялась 25 июля. Похоронен вместе с женой на Байковом кладбище (участок № 49а).

## Семья
- Сын — журналист, телеведущий, актёр, общественный деятель Мыкола Вересень (Николай Сытник) (р. 1960).
- Сын — Сытник Сергей Константинович, р.1952.
- Жена — Сытник Клавдия Васильевна